# Prezydenci i nadburmistrzowie Elbląga
Prezydent Elbląga wybierany jest przez mieszkańców miasta w wyborach powszechnych, równych, tajnych i bezpośrednich. Jest organem wykonawczym miasta Elbląga jako jednostki samorządu terytorialnego.
Elbląg ma niezwykle bogatą historię, dlatego też w mieście rządzili na przestrzeni wieków nie tylko prezydenci jak obecnie, ale również nadburmistrzowie czy przewodniczący Prezydiów Miejskich Rad Narodowych.

## Prezydenci miasta Elbląga
| L.p                                                                                     | Imię i nazwisko                  | Objął urząd          | Złożył urząd         | Uwagi                                                                      |
| --------------------------------------------------------------------------------------- | -------------------------------- | -------------------- | -------------------- | -------------------------------------------------------------------------- |
| Prezydenci i nadburmistrzowie (Oberbürgermeister) miasta Elbląga do 1945                |                                  |                      |                      |                                                                            |
| 1                                                                                       | Johann Christian von Lindenowski | 1773                 | 1780                 |                                                                            |
| 2                                                                                       | Christian Schmidt                | 1780                 | 1804                 |                                                                            |
| 3                                                                                       | Beyme                            | 1804                 | 1808                 |                                                                            |
| 4                                                                                       | Johann Christian Ludwig Bax      | 1808                 | 1809                 |                                                                            |
| 5                                                                                       | Christoph Jacob Marenski         | 1809                 | 1814                 |                                                                            |
| 6                                                                                       | Johann Christian Ludwig Bax      | 1815                 | 1819                 |                                                                            |
| 7                                                                                       | Johann Lucas Haase               | 1820                 | 1843                 |                                                                            |
| 8                                                                                       | Adolph Philipps                  | 1843                 | 1853                 |                                                                            |
| 9                                                                                       | Theodor Eduard Burscher          | 1853                 | 1868                 | W dokumentach z tego okresu notowany jako Theodor Konrad Burscher.         |
| 10                                                                                      | Johann Carl Adolph Selke         | 1868                 | 1875                 |                                                                            |
| 11                                                                                      | Hermann Wilhelm Thomale          | 1875                 | 1887                 |                                                                            |
| 12                                                                                      | Heinrich Elditt                  | 1887                 | 1909                 |                                                                            |
| 13                                                                                      | Carl Friedrich Merten            | 1910                 | 1934                 |                                                                            |
| 14                                                                                      | Johannes O.H.Woelk               | 1934                 | 1940                 |                                                                            |
| 15                                                                                      | Fritz Leser                      | 1940                 | 1945                 |                                                                            |
| Prezydenci miasta Elbląga w pierwszych latach powojennej Polski (1945–1950)             |                                  |                      |                      |                                                                            |
| 16                                                                                      | Wacław Wysocki                   | 3 kwietnia 1945      | 31 sierpnia 1945     |                                                                            |
| 17                                                                                      | Jerzy Stanisław Skarżyński       | 1 września 1945      | 3 września 1947      |                                                                            |
| 18                                                                                      | Ryszard Pstrokoński              | 4 września 1947      | 24 września 1949     |                                                                            |
| 19                                                                                      | Edward Imbierowicz               | 25 września 1949     | 3 czerwca 1950       |                                                                            |
| W latach 1950–1975 w mieście rządzili przewodniczący Prezydiów Miejskich Rad Narodowych |                                  |                      |                      |                                                                            |
| 20                                                                                      | Henryka Pękalska                 | 3 czerwca 1950       | 15 lutego 1952       |                                                                            |
| 21                                                                                      | Stanisław Nykiel                 | 15 lutego 1952       | 12 marca 1953        |                                                                            |
| 22                                                                                      | Jan Wiśniewski                   | 12 marca 1953        | 30 października 1956 |                                                                            |
| 23                                                                                      | Mieczysław Tomaszewski           | 30 października 1956 | 12 lutego 1958       |                                                                            |
| 24                                                                                      | Zygmunt Sawicki                  | 12 lutego 1958       | 11 marca 1960        |                                                                            |
| 25                                                                                      | Andrzej Dębicki                  | 11 marca 1960        | 10 czerwca 1969      |                                                                            |
| 26                                                                                      | Alojzy Ruszkowski                | 10 czerwca 1969      | 15 czerwca 1972      |                                                                            |
| 27                                                                                      | Alfred Zienkiewicz               | 15 czerwca 1972      | 24 czerwca 1975      |                                                                            |
| Prezydenci miasta Elbląga w czasach PRL-u (w latach 1975–1989)                          |                                  |                      |                      |                                                                            |
| 28                                                                                      | Zdzisław Wąs                     | 24 czerwca 1975      | 4 listopada 1981     |                                                                            |
| 29                                                                                      | Norbert Berliński                | 4 listopada 1981     | 18 grudnia 1986      |                                                                            |
| 30                                                                                      | Michał Oliwiecki                 | 18 grudnia 1987      | 12 czerwca 1990      |                                                                            |
| Prezydenci miasta Elbląga w czasie III Rzeczypospolitej                                 |                                  |                      |                      |                                                                            |
| 31                                                                                      | Józef Gburzyński                 | 12 czerwca 1990      | 7 lipca 1994         |                                                                            |
| 32                                                                                      | Witold Gintowt-Dziewałtowski     | 7 lipca 1994         | 29 października 1998 |                                                                            |
| 33                                                                                      | Henryk Słonina                   | 29 października 1998 | 9 grudnia 2010       |                                                                            |
| 34                                                                                      | Grzegorz Nowaczyk                | 9 grudnia 2010       | 16 kwietnia 2013     | odwołany w wyniku referendum 14 kwietnia 2013                              |
| od 16 kwietnia do 30 kwietnia 2013 stanowisko prezydenta Elbląga nie było obsadzone     |                                  |                      |                      |                                                                            |
|                                                                                         | Marek Bojarski                   | 30 kwietnia 2013     | 12 lipca 2013        | pełniący funkcję, powołany do czasu objęcia urzędu przez nowego prezydenta |
| 35                                                                                      | Jerzy Wilk                       | 12 lipca 2013        | 5 grudnia 2014       |                                                                            |
| 36                                                                                      | Witold Wróblewski                | 5 grudnia 2014       | 6 maja 2024          |                                                                            |
| 37                                                                                      | Michał Missan                    | 6 maja 2024          | nadal pełni urząd    |                                                                            |